# Diesel (film)
Diesel är en tysk dramatiserad biografifilm från 1942 i regi av Gerhard Lamprecht. Den är en filmatisering av Eugen Diesels bok om sin far Rudolf Diesel, uppfinnaren till dieselmotorn. Huvudrollen görs av Willy Birgel. Den filmades i Prag och i Studio Babelsberg i Berlin och var en av flera tyska biografifilmer under 1940-talet om betydelsefulla män i Tysklands historia. Filmen blev en mycket dyr produktion, men en publiksuccé och gick ändå med vinst.
Filmen producerades av UFA på direkt order av Joseph Goebbels och innehåller förtäckt propaganda. Rudolf Diesel framställs som ett lugnt och sansat geni som ständigt hätskt ifrågasätts och motarbetas av sin omgivning, men visionären och geniet får rätt till slut. En allegori över förträffligheten med "den starke ledaren".

## Rollista
- Willy Birgel - Rudolf Diesel
- Hilde Weissner - Martha Diesel
- Paul Wegener - Buz
- Josef Sieber - Martin
- Arthur Schröder - Lucian Vogel
- Hilde von Stolz - Frau von Lorrenz
- Erich Ponto - Theodor Diesel
- Werner Pledath - professor Linde
- Herbert Gernot - Krumper
- Walter Janssen - professor Barnickel
- Karl-Heinz Peters - Ingenjör Scheuermann